# 683

## أحداث
- حصار مكة في الفترة ما بين سبتمبر ونوفمبر.

### آسيا

#### جزيرة العرب
- الحصين بن النمير السكوني يحاصر مكة التي تؤوي عبد الله بن الزبير، ويتم حرق الكعبة.

#### الشام
- أثناسيوس الثاني البلدي السرياني يتولى بطريركية أنطاكية.

#### أفغانستان
- العشائر المحلية البوذية بمدينة غزنة في أفغانستان واجهت بشراسة الجيوش العربية الإسلامية.

#### الصين
- ازدهرت المسيحية في عهد الإمبراطور كاوتسونغ (650-683) فأصبحت هناك كنائس في جميع مراكز الولايات الصينية.

### أفريقيا
- وقوع معركة بسكرة بين البربر بملكهم كسيلة وحلفائهم البيزنطيين من إكسرخسية قرطاج ضد جيش الدولة الأموية بقيادة عقبة بن نافع، وانتهت بهزيمة وقتل عقبة بن نافع.

### أوروبا

#### إسبانيا
- تأسيس دوقية كانتابريا التابعة للمملكة القوطية.

## مواليد

### آسيا

#### العراق
- هلال بن أحوز من القادة الشجعان المشهورين في الدولة الأموية.

#### الصين
- يي شينغ، عالم فلك ورياضياتي ومهندس ميكانيكي وراهب بوذي صيني من عهد سلالة تانغ.

### أفريقيا
- عبد الرحمن بن زياد بن أنعم، قاضي إفريقية وعالمها ومحدثها، أول مولود ولد في الإسلام بإفريقية.[1]

## وفيات

### آسيا

#### جزيرة العرب
- 27 سبتمبر- مسلم بن عقبة قائد جيش يزيد بن معاوية في موقعة الحرة.

##### قتلى وقعة الحرة
- عبد الله بن حنظلة، صحابي، رأس قادة أهل المدينة ضد يزيد بن معاوية.
- عبد الرحمن بن زهير بن عبد عوف، تابعي، أحد قادة أهل المدينة ضد يزيد بن معاوية.

#### الشام
- 12 نوفمبر - يزيد بن معاوية.

### أفريقيا
- عقبة بن نافع، قائد الجيش الإسلامي الذي فتح شمال أفريقيا.
- أبو المهاجر دينار، والي إفريقية في عهد معاوية بن أبي سفيان.

### أوروبا
- 28 يونيو - وفاة ليون الثاني البابا الثمانون بالكنيسة الكاثوليكية.